# Marchačan
Il Marchačan (in russo Мархачан?) è un fiume della Russia siberiana orientale, affluente di sinistra della Lena. Scorre nell'Olëkminskij ulus della Sacha (Jacuzia).

## Descrizione
Il fiume, che ha origine sull'altopiano della Lena, scorre in direzione meridionale, parallela a est al fiume Marcha attraverso una taiga di larici. La lunghezza del fiume è di 248 km, l'area del suo bacino è di 4 350 km². Sfocia nella Lena a 1 914 km dalla sua foce. Parallelo a ovest scorre un altro affluente della Lena, il Marcha.